# تالار مشاهیر راک اند رول
تالار مشاهیر و موزهٔ راک اند رول (به انگلیسی: Rock and Roll Hall of Fame and Museum)، نام موزه‌ای است که در کرانهٔ دریاچه ایری در مرکز شهر کلیولند، ایالات متحده قرار دارد و به ثبت پیشینهٔ چندی از مشهورترین و تأثیرگذارترین هنرمندان، تهیه‌کنندگان و سایر افرادی که به طریقی مهم صنعت موسیقی را تحت تأثیر قرار داده‌اند، خصوصاً در زمینهٔ راک اند رول، اختصاص داده شده‌است. طراح و معمار این بنا آی ام پی است.

## تالار مشاهیر

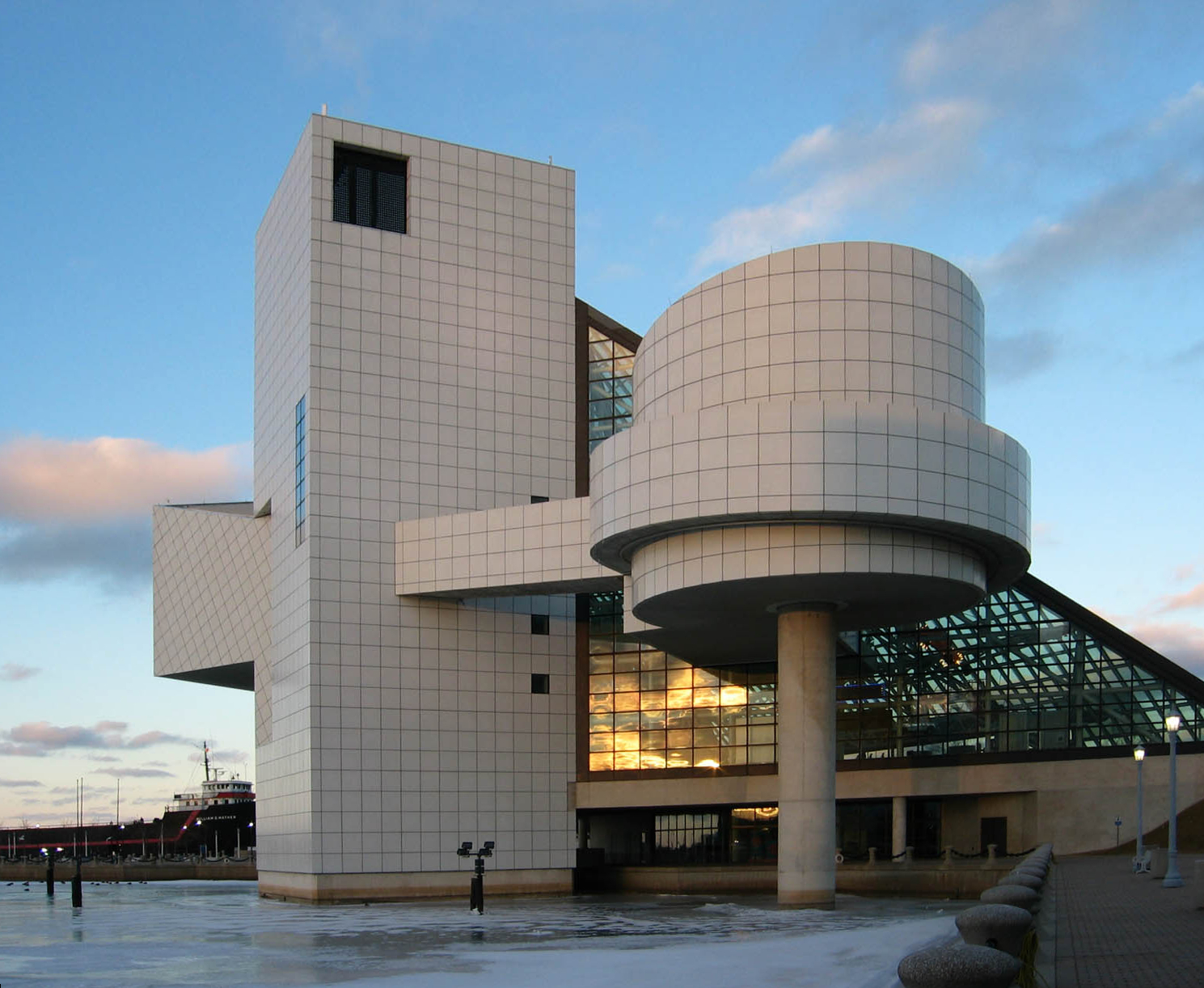
تالار شهرت راک اند رول، با جلوهٔ رودخانهٔ ای‌اری در نمای جلویی.

هر ساله تنی چند از هنرمندان در یک مراسم معارفه به عضویت این تالار درمی‌آیند؛ با این پیشینهٔ تاریخی که این مراسم در هتل والدورف استوریا در شهر نیویورک برگزار می‌شد. اولین گروه پذیرفته‌شدگان در ۲۳ ژانویه ۱۹۸۶ به عضویت این مکان درآمدند؛ که شامل چاک بری، جیمز براون، ری چارلز، سم کوک، فتس دامینو، اورلی برادرز، بادی هالی، جری لی لویس، لیتل ریچارد، و سلطان راک اند رول الویس پریسلی بودند
در حال حاضر، گروه‌ها یا خواننده‌های انفرادی بعد از گذشت ۲۵ سال از اولین عرضهٔ آثارشان واجد شرایط می‌شوند. نامزدها می‌بایست تأثیرها و اهمیتی قابل اثباتی در طی پیشینهٔ راک اند رول داشته باشند. چهار رده شناخته شده‌است: اجراکننده‌ها، غیر اجراکننده‌ها، تأثیرهای اولیه و از سال ۲۰۰۰، ''سایدمن‌ها''
با آغازی در سال ۲۰۰۹، مراسم معارفهٔ سالانه بر یک مبنای چرخشی به کلیولند تغییر مکان خواهد یافت، احتمالاً هر سه سال یک‌بار.

### اجراکننده‌ها
اجراکننده‌ها (به انگلیسی: Performers) شامل خوانندگان و نوازندگان می‌شوند.
یک گروه نامزدگزینی متشکل ار تاریخ‌دانان موسیقی، نام‌های ردهٔ اجراکنندگان را انتخاب می‌کنند که بعد از آن از طریق نزدیک به ۱۰۰۰ متخصص شامل تحصیل‌کرده‌های دانشگاهی، روزنامه‌نگاران، تهیه‌کنندگان و سایر تجارب صنعت موسیقی رای‌گیری می‌شوند. اجراکنندگان دریافت‌کنندهٔ بیشترین تعداد آرا و بالاتر از ۵۰٪ برای معرفه انتخاب می‌شوند؛ هر سال در حدود پنج یا شش نامزد به این موفقیت می‌رسند.